# Buddleja utahensis
Buddleja utahensis  (лат.) — вид кустарниковых растений из рода Буддлея семейства Норичниковые. Эндемичен для юго-запада США (северо-запад Аризоны, восточная Калифорния, юг Невады и юго-запад Юты).

## Ботаническое описание
Buddleja utahensis — компактный, карликовый двудомный кустарник, достигающий 0,3–1,0 м высоты. Кора трещиноватая, серого цвета. Молодые ветви округлые в сечении, несут сидячие, от линейных до продолговатых, листья длиной 1,5–3,5 см и шириной 0,3–0,5 см, закруглённые на вершине и оттянутые у основания.
Листья с обеих сторон коротко войлочные, что придаёт им серебристо-серый оттенок. 
Соцветия длиной 4–12 см, с 3–7 парами головок, образующих мутовки. Головки имеют диаметр 0,5–1,13 см, каждая состоит из 15–30 бледно-желтых цветков, длина венчиков 4–5 мм. Коробочки длиной до 2,5 мм с многочисленными шаровидными семенами диаметром до 0,4 мм.

## Экология
Вид встречается в горной местности на высоте 700–2000 м, предпочитая селится на известняковых  обнажениях. Его распространение почти полностью совпадает с ареалом юкки коротколистной, также как и их требования к условиям произрастания: легкие структурированные почвы, небольшое количество осадков. 